# 新田小金町
新田小金町（にったこきんちょう）は、群馬県太田市にある地名（町丁）。郵便番号は370-0302。

## 概要
生品地区にある町丁。

## 地理

### 近隣町丁
- 寄合町
- 新田市野倉町
- 新田村田町
- 新田小金井町
- 新田天良町

## 世帯数と人口
2022年（令和4年）3月31日現在の世帯数と人口は以下の通りである。
| 町丁       | 世帯数 | 人口 |
| ---------- | ------ | ---- |
| 新田小金町 | 20世帯 | 38人 |

## 交通

### 鉄道
町内に鉄道は通っていない。

### 道路
- 群馬県道332号桐生新田木崎線